# Червенокоремен тритон
Червенокоремните тритони (Taricha rivularis) са вид земноводни от семейство Саламандрови (Salamandridae).
Срещат се в северозападната част на американския щат Калифорния.
Таксонът е описан за пръв път от американския биолог Виктор Чандлър Туити през 1935 година.